# Tipula (Arctotipula) kincaidi
Tipula (Arctotipula) kincaidi is een tweevleugelige uit de familie langpootmuggen (Tipulidae). De soort komt voor in het Nearctisch gebied.